# Ortaháza, Zala
Ortaháza  este un sat în districtul Lent, județul Zala, Ungaria, având o populație de 122 de locuitori (2011). 

## Demografie
Componența etnică a satului Ortaháza
     Maghiari (82,79%)
     Romi (17,21%)
Componența confesională a satului Ortaháza
     Reformați (4,92%)
     Necunoscută (95,08%)
     Alte religii (2,46%)
Conform recensământului din 2011, satul Ortaháza avea 122 de locuitori. Din punct de vedere etnic, majoritatea locuitorilor (82,79%) erau maghiari, cu o minoritate de romi (17,21%). Nu există o religie majoritară, locuitorii fiind  și reformați (4,92%). Pentru 95,08% din locuitori nu este cunoscută apartenența confesională.